# Firth of Fifth
Pistes de Selling England by the Pound
I Know What I Like (In Your Wardrobe) More Fool Me
Firth of Fifth est une chanson du groupe de rock progressif Genesis, parue en 1973 sur l'album Selling England by the Pound.
Le titre de la chanson est un calembour sur l'estuaire écossais Firth of Forth[réf. nécessaire].

## Structure
La chanson débute sur une introduction au piano de Tony Banks, avant de changer de tempo avec l'arrivée des paroles et de la batterie, auxquelles s'ajoute une progression harmonique entre l'orgue et la guitare. Suit une mélodie à la flûte, suivie d'un instrumental au synthétiseur qui reprend le thème d'introduction. Steve Hackett reprend la mélodie de la flûte dans un solo de guitare sur des nappes d'orgue et de mellotron avant le dernier couplet et la conclusion au piano avec un fondu de fermeture.

## Versions et reprises
Elle apparaît sans l'introduction au piano sur l'album en concert de Genesis, Seconds Out (1977) avec Phil Collins au chant et à la batterie et Chester Thompson à la batterie. La partie de flûte traversière, naguère tenue par Peter Gabriel, est jouée au synthétiseur par Tony Banks
Le groupe reprend également uniquement la section instrumentale centrale (synthétiseur et guitare) sur ses albums The Way We Walk, Vol. 2: The Longs (1992, incorporée dans un pot-pourri) et Live Over Europe 2007 (enchainée avec I Know What I Like), avec à chaque fois le solo de guitare interprété par Daryl Stuermer, guitariste de tournée de Genesis depuis le départ de Steve Hackett en 1978.
Le groupe interprète aussi cette section instrumentale lors de la tournée 1988-1999 (au cours de laquelle Ray Wilson a remplacé Phil Collins au chant) avec Anthony Drennan à la guitare et Nir Zidkyahu à la batterie. Cette version apparait sur le CD Live in Poland sorti en 2009.
Steve Hackett, ancien guitariste du groupe, reprend la chanson dans son intégralité sur ses albums Genesis Revisited (1996), Genesis Revisited: Live At Hammersmith (2013), Genesis Revisited: Live At The Royal Albert Hall (2014), The Total Experience Live In Liverpool (Acolyte To Wolflight With Genesis Classics) (2016), Wuthering Nights: Live In Birmingham (2018), Selling England By The Pound & Spectral Mornings: Live At Hammersmith (2020) et Genesis Revisited Live: Seconds Out & More (2022).
La chanson est reprise en concert par les tributes band The Musical Box, The Watch et Still Collins.

## Musiciens
- Peter Gabriel : chant, flûte, tambourin, grosse caisse.
- Steve Hackett : guitare électrique.
- Mike Rutherford : guitare basse, guitare 12 cordes, chœurs.
- Tony Banks : piano, orgue Hammond, mellotron, synthétiseur ARP, chœurs.
- Phil Collins : batterie, chœurs.